# Pan Twardowski

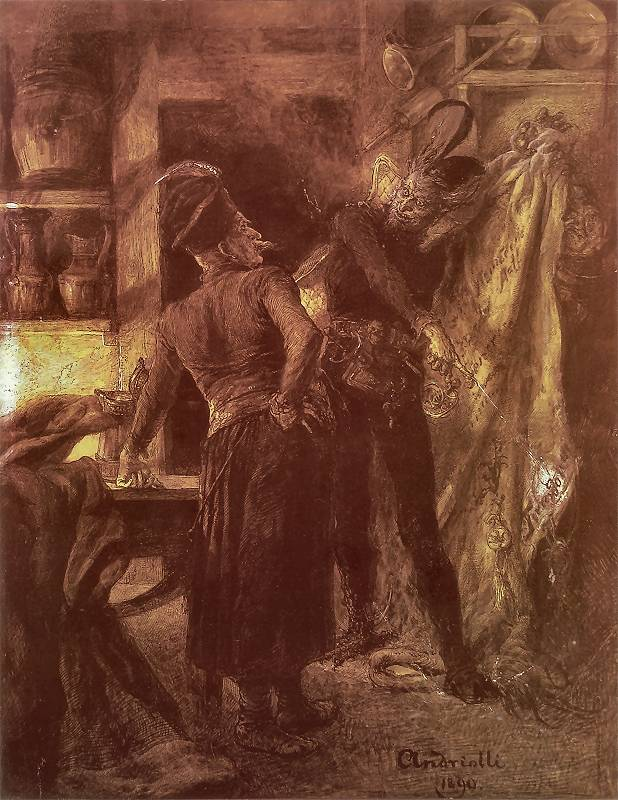
Pan Twardowski và ác quỷ. Vẽ bởi Michał Elwiro Andriolli.

Pan Twardowski (phát âm tiếng Ba Lan: [ˈpan tfarˈdɔfski]), trong văn hóa dân gian và văn học Ba Lan, là một thầy phù thủy đã thực hiện một thỏa thuận với Quỷ dữ. Pan Twardowski đã bán linh hồn của mình để đổi lấy sức mạnh đặc biệt – chẳng hạn như triệu tập linh hồn của người vợ quá cố của vua Ba Lan Sigismund Augustus – nhưng cuối cùng ông đã gặp một số phận bi thảm. Câu chuyện về Pan Twardowski tồn tại trong các phiên bản khác nhau và tạo cơ sở cho nhiều tác phẩm hư cấu, bao gồm một tác phẩm của Adam Mickiewicz.

## Huyền thoại

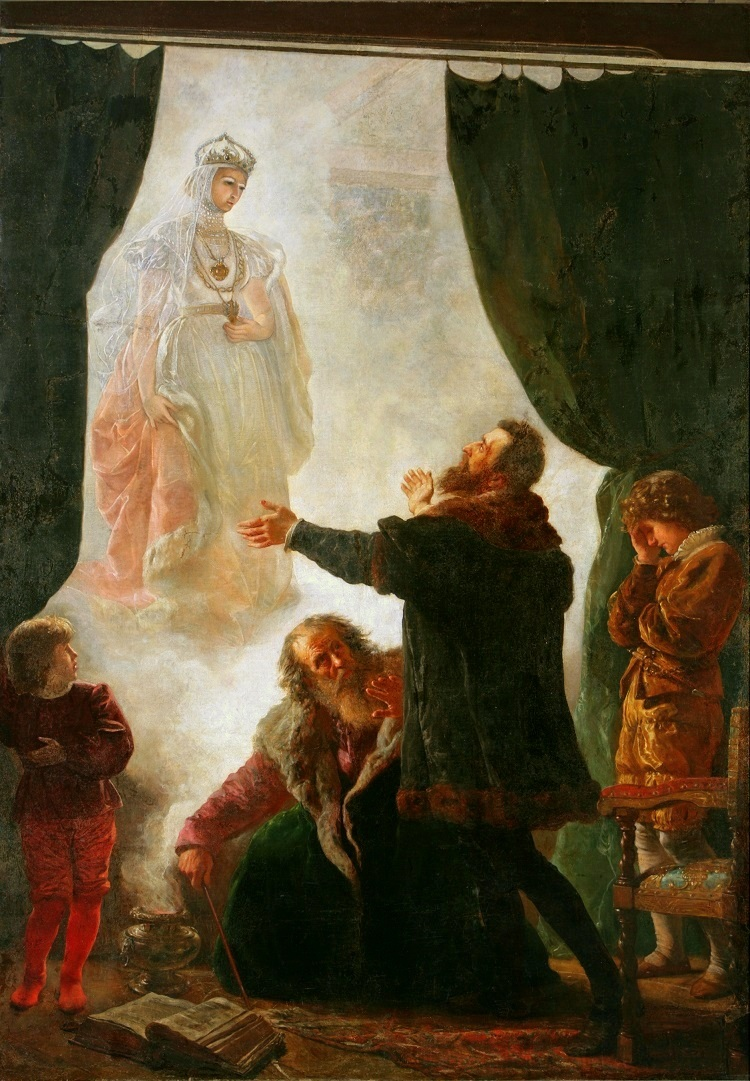
Pan Twardowski triệu tập hồn ma của Barbara Radziwiłłówna cho Vua Sigismund Augustus. Tranh của Wojciech Gerson.

Theo một truyền thuyết cũ, Twardowski là một nhà quý tộc (szlachcic) sống ở Kraków vào thế kỷ 16. Ông ta đã bán linh hồn mình cho quỷ để đổi lấy kiến thức uyên thông và sức mạnh ma thuật. Tuy nhiên, Twardowski muốn đánh lừa ma quỷ bằng cách đưa vào một điều khoản đặc biệt trong hợp đồng, nói rằng ma quỷ chỉ có thể đưa linh hồn của Twardowski xuống địa ngục trong chuyến viếng thăm Rome – nơi mà thầy phù thủy không bao giờ có ý định đi. Các biến thể khác của câu chuyện có ghi rằng Twardowski bị cha mình bán cho quỷ dữ.
Với sự giúp đỡ của ác quỷ, Twardowski nhanh chóng vươn lên giàu có và nổi tiếng, cuối cùng trở thành một cận thần của Vua Sigismund Augustus, người tìm kiếm sự an ủi trong ma thuật và chiêm tinh sau cái chết của người vợ yêu dấu của mình, Barbara Radziwiłł. Ông được cho là đã triệu tập hồn ma của nữ hoàng quá cố để an ủi vị vua đau buồn, sử dụng một chiếc gương ma thuật. Thầy phù thủy cũng đã viết hai cuốn sách, cả hai đều bị quỷ ám – một cuốn sách về ma thuật và bách khoa toàn thư.
Sau nhiều năm trốn tránh số phận của mình, Twardowski cuối cùng đã bị ma quỷ lừa và bị bắt không phải trong thành phố, mà tại một quán trọ tên là Rzym (Rome ở Ba Lan). Trong khi bị xua đuổi, Twardowski bắt đầu cầu nguyện với Đức Trinh Nữ Maria, người đã khiến quỷ dữ thả nạn nhân của mình xuống địa ngục. Twardowski bay lên Mặt trăng nơi ông sống cho đến ngày nay. Người bạn đồng hành duy nhất của ông là người bạn đồng hành mà ông đã từng biến thành một con nhện; thỉnh thoảng Twardowski cho phép con nhện xuống Trái đất trên một sợi chỉ và mang đến cho ông ta tin tức từ thế giới bên dưới.

## Twardowski lịch sử
Một số nhà sử học Đức đã gợi ý rằng Twardowski có thể là một nhà quý tộc người Đức sinh ra ở Nieders và học tại Wittenberg trước khi đến Kraków. Tên khai sinh của ông Laurentius Dhur  đã được Latin hóa thành Durus và lần lượt được đặt tên là Twardowski trong tiếng Ba Lan; durus và twardy có nghĩa là "cứng" trong tiếng Latin và Ba Lan. Cũng có một số suy đoán rằng huyền thoại này được lấy cảm hứng từ cuộc đời của John Dee hoặc cộng sự Edward Kelley, cả hai đều sống ở Kraków một thời gian.
Tiêu đề Pan, sử dụng như một hình thức kính ngữ và lịch sự của cách xưng hô trong hiện đại Ba Lan, được dành riêng cho các thành viên của giới quý tộc (szlachta) tại thời điểm câu chuyện phát triển, và nó cũng tương tự với Sir trong tiếng Anh (xem tên Ba Lan). Tên của Twardowski đôi khi được đưa ra là Jan (John), mặc dù hầu hết các phiên bản của câu chuyện của ông ấy không đề cập đến một tên nào cả. Tuy nhiên, điều này có thể dẫn đến một sự nhầm lẫn giữa Pan Twardowski và một nhà văn linh mục Công giáo Ba Lan, Jan Twardowski.

## Pan Twardowski trong văn học, âm nhạc và phim ảnh

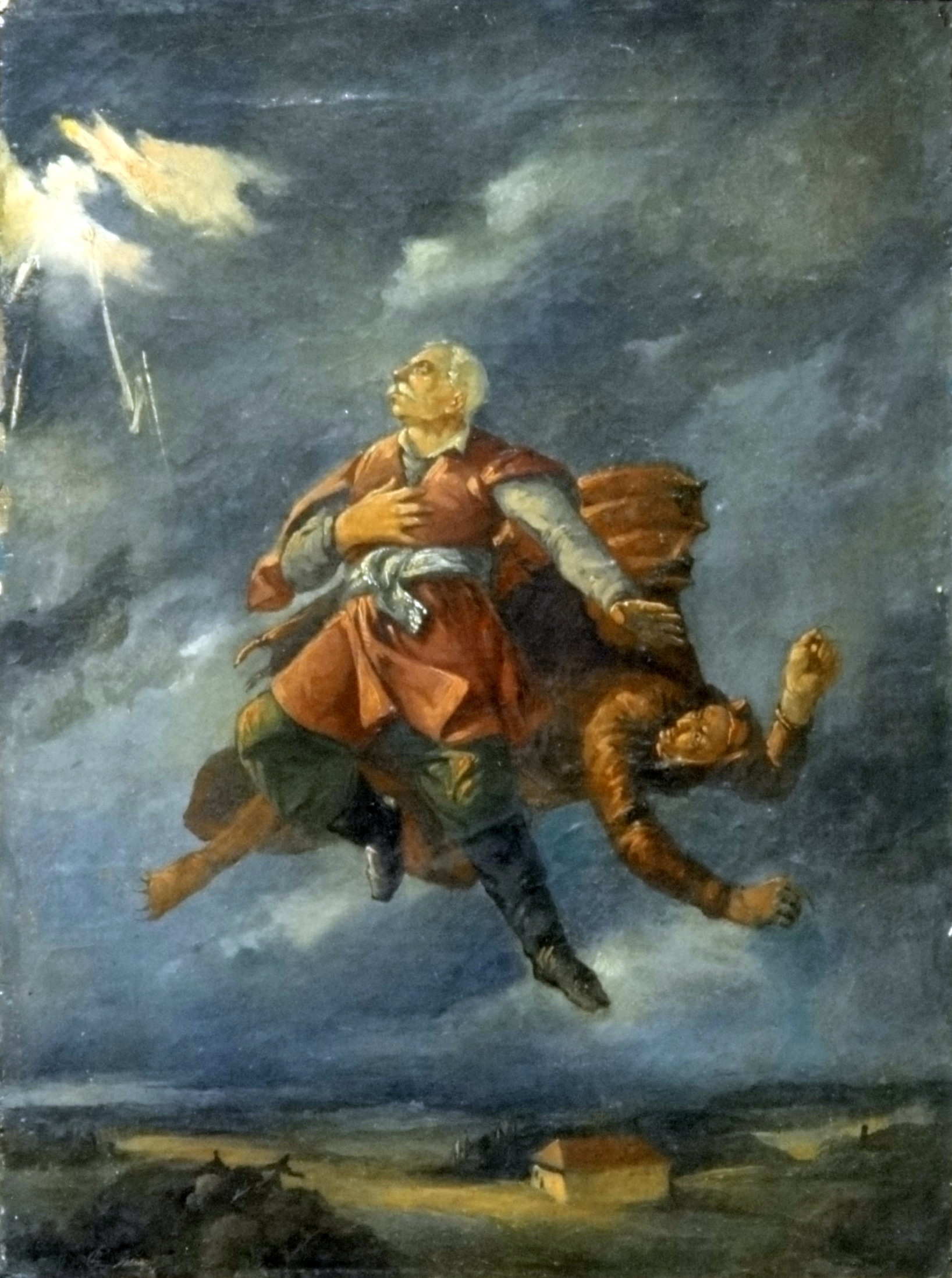
Pan Twardowski bị quỷ bắt cóc. Tranh của Ignacy Gierdziejewski.

Truyền thuyết về Pan Twardowski đã truyền cảm hứng cho rất nhiều nhà thơ, tiểu thuyết gia, nhà soạn nhạc, đạo diễn và các nghệ sĩ Ba Lan, Ukraine, Nga và Đức.
Một trong những tác phẩm văn học nổi tiếng nhất đề cập đến Pan Twardowski là bản ballad hài hước Pani Twardowska của Adam Mickiewicz (1822). Trong phiên bản của câu chuyện này, Twardowski đồng ý bị đưa xuống Địa ngục với điều kiện quỷ phải sống một năm với vợ, Pani (Lady) Twardowska. Ma quỷ, tuy nhiên, thích chạy trốn hơn và do đó Pan Twardowski được cứu. Stanisław Moniuszko đã viết nhạc cho bản ballad vào năm 1869.
Các tác phẩm khác dựa trên truyền thuyết bao gồm:
- Pan Tvardovsky, một vở opera của Alexey Verstovsky, libretto của Mikhail Zagoskin (1828);
- Pan Tvardovsky, truyện ngắn của Zagoskin từ bộ sưu tập Một buổi tối trên Khopyor (1834);
- Mistrz Twardowski [ Master Twardowski ], một cuốn tiểu thuyết của Józef Ignacy Krasnzewski (1840);
- Tvardovsky, một bản ballad của Semen Hulak-Artemovsky;
- Pan Twardowski, một vở ba-lê của Adolf Gustaw Sonnenfeld (1874);
- Twardowski, một bài thơ của Jaroslav Vrchlický (1885);
- Mistrz Twardowski, một bài thơ của Leopold Staff (1902);
- Pan Twardowski, một bản ballad của Lucjan Rydel (1906);
- Pan Tvardovsky, một bộ phim của Ladislas Starevich (1917);
- Pan Twardowski, một vở ba-lê của Ludomir Różycki (1921);
- Pan Twardowski, một bộ phim của Wiktor Biegański (1921);
- Pan Twardowski, czarnoksiężnik polski [Pan Twardowski, một thầy phù thủy người Ba Lan], một cuốn tiểu thuyết của Wacław Sieroszewski (1930);
- Pan Twardowski, một bộ phim của Henryk Szaro, kịch bản của Wacław Gąsiorowski (1936);
- Pan Twardowski oder Der Polnische Faust [ Pan Twardowski hoặc The Ba Lan Faust ], một cuốn tiểu thuyết của Matthias Werner Kruse (1981);
- Dzieje Mistrza Twardowskiego [ Câu chuyện của Master Twardowski ], một bộ phim của Krzysztof Gradowski (1995).
- Ba Lan huyền thoại. THỨ HAI [ Truyện Ba Lan. TWARDOWSKY ], một bộ phim khoa học viễn tưởng ngắn của đạo diễn Tomasz Bagiński (2015) [4]
- Hearts of Stone, bản mở rộng của trò chơi RPG The Witcher 3: Wild Hunt (2015), có cốt truyện chính lấy cảm hứng rất nhiều từ truyền thuyết.

Pan Twardowski cũng là một nhân vật nổi tiếng trong nghệ thuật dân gian của vùng Kraków. Ông có thể được tìm thấy, ví dụ, trong một số tranh toàn cảnh nổi tiếng của Cracovian (szopki). Ông thường được miêu tả là một quý tộc Ba Lan hoặc cưỡi một con gà trống hoặc đứng trên Mặt trăng.

## Các địa điểm liên quan đến Pan Twardowski

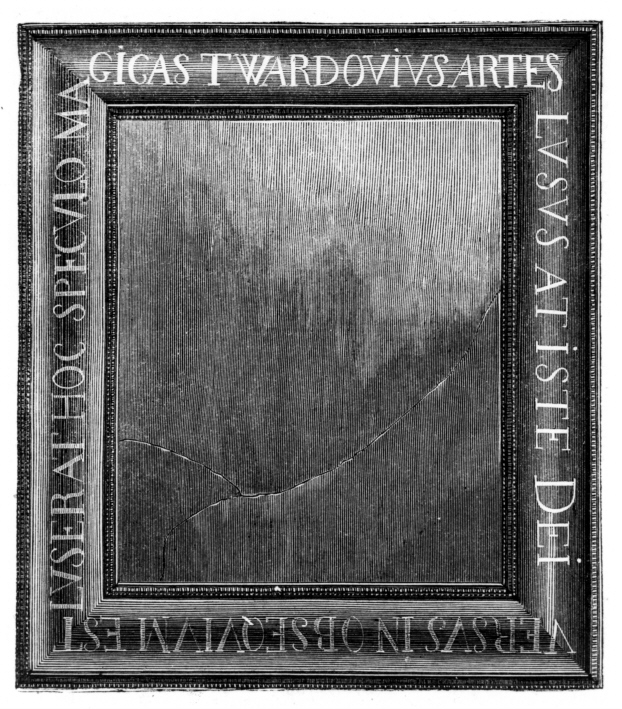
Gương thần của Twardowski

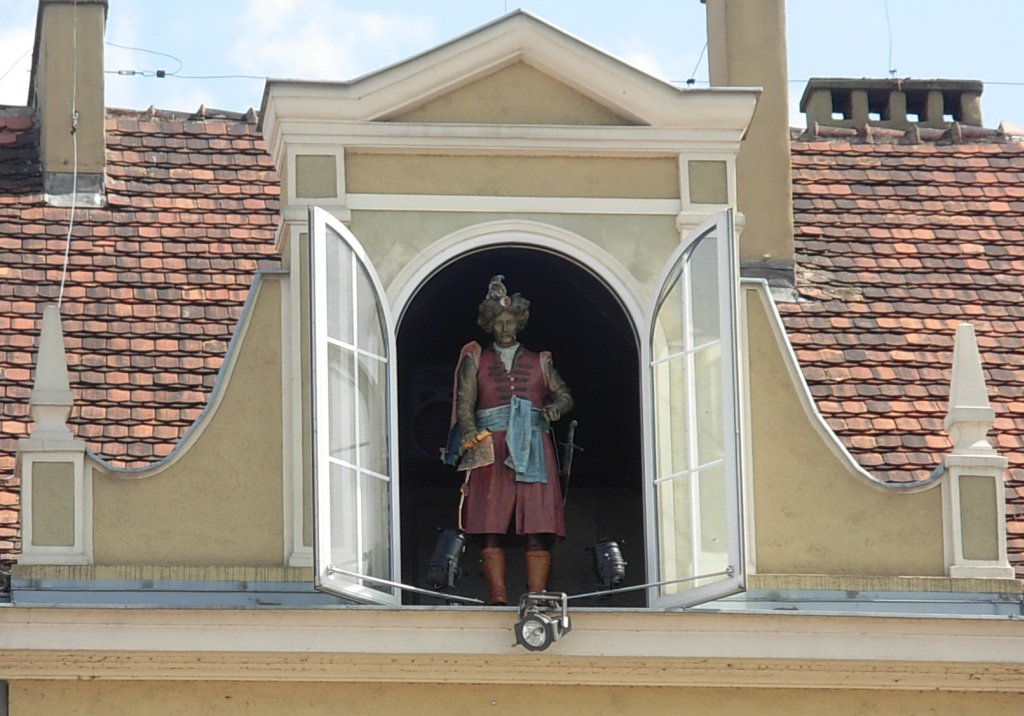
Tượng Pan Twardowski ở Bydgoszcz

Pan Twardowski được cho là đã sống ở hoặc gần Kraków, thủ đô của Ba Lan vào thời điểm đó. Các địa điểm khác nhau ở Kraków tuyên bố là vị trí chính xác của nhà Twardowski. Thầy phù thủy có thể đã sống ở một nơi nào đó trong trung tâm thành phố, gần Rynek Główny hoặc Ulica Grodzka, hoặc qua sông Vistula ở làng Krzemionki (nay là một phần của Kraków).
Trên khắp Ba Lan, có một số nhà trọ và quán rượu tên là Rzym ("Rome"), tất cả đều tự xưng là nơi Pan Twardowski đã gặp quỷ. Nhà trọ lâu đời nhất có từ cuối thế kỷ 17, khoảng 100 năm sau thời của Twardowski. Một nhà trọ ở Sucha có lẽ là được biết đến nhiều hơn trong số các nhà trọ.
Trong phòng thờ của một nhà thờ ở Węgrów, treo một tấm kim loại đánh bóng được cho là tấm gương ma thuật từng thuộc về Pan Twardowski. Theo một truyền thuyết, có thể thấy các sự kiện trong tương lai được phản chiếu trong gương cho đến khi nó bị phá vỡ vào năm 1812 bởi Hoàng đế Napoléon Bonaparte của Pháp khi ông nhìn thấy trong đó sự rút lui trong tương lai khỏi Nga và sụp đổ đế chế của mình.

Người ta cũng nói rằng Pan Twardowski đã dành một chút thời gian ở thành phố Bydgoszcz, trong đó, với sự gợi nhớ về ông, một nhân vật gần đây được gắn trong một cửa sổ của một khu nhà, với nhiệm vụ giám sát Phố cổ. Vào lúc 1:13 chiều và 9:13 tối, cửa sổ mở ra và Pan Twardowski xuất hiện, với tiếng nhạc đệm và tiếng cười quỷ quái. Ông ta cúi đầu, vẫy tay, rồi biến mất. Chương trình nhỏ này tập hợp rất đông khán giả thích thú. 